# Gunilla Herdenberg
Eva Gunilla Herdenberg, född 18 februari 1956, är en svensk bibliotekarie. Åren 2012–2019 var hon riksbibliotekarie och chef för Kungliga biblioteket.
Herdenberg har en bakgrund som stadsbibliotekarie i Lund och bibliotekschef i Bromölla kommun. Åren 2007–2012 var hon chef för avdelningen Nationell samverkan på Kungliga biblioteket. Hon utsågs av regeringen 1 mars 2012 till ny riksbibliotekarie efter Gunnar Sahlin. Hon har varit ledamot i styrelserna för bland andra Lunds universitetsbibliotek, Bibliotekstjänst AB och Svensk biblioteksförening. Sedan 2017 är Gunilla Herdenberg ordförande i styrelsen för Högskolan i Borås.